# 松井幹雄
松井 幹雄（まつい みきお、1942年5月 - ）は拓殖大学商学部経営学科、大学院商学研究科教授。

## 略歴
- 1963年 東京大学経済学部卒業
- 1971年 三菱総合研究所主任研究員、取締役、研究理事
- 1999年 拓殖大学商学部教授

## 主な著書

### 共著
- 「テキストブック国際経営　有斐閣、1994年
- 「五極化時代と人的資源開発　中央経済社、1999年
- 「日本産業再構築の戦略」エイデル研究所、2003年

## その他
- 日本紡績業における生産システムの形成、東京大学COEものづくり経営研究センター特任研究員である。